# Elaeodendron trachycladum
Elaeodendron trachycladum är en benvedsväxtart som beskrevs av Baker. Elaeodendron trachycladum ingår i släktet Elaeodendron och familjen Celastraceae. Inga underarter finns listade.